# Сувора гра
«Сувора гра» — радянський комедійний художній фільм 1964 року, знятий на Кіностудії ім. О. Довженка.

## Сюжет
Комедія про футболіста Олексія Задорожного. Він — давній улюбленець публіки — у тридцять чотири роки йде з великого спорту. Бажаючи забути про час, коли він був кумиром уболівальників, Олексій працює над дипломним проектом в архітектурному інституті. Але любов до спорту бере своє, і Олексій стає наставником юнацьких команд.

## У ролях
- Віктор Авдюшко — Олексій Задорожний
- Микола Бурляєв — Андрійко
- Людмила Кутузова — Валя Коваленко
- Петро Міхневич — батько Задорожного
- Михайло Покотило — редактор газети
- Володимир Балашов — Комаровський
- Володимир Шурупов — тренер
- Юрій Медведєв — Федюк
- Поліна Куманченко — мати Андрійка
- Семен Морозов — Богдан
- Олексій Панькин — Богдан, здоровань
- Валерій Дібров — Хміль
- Олександр Панасюк — Курочка
- Віктор Панченко — Щинкарик
- Алла Усенко — епізод

## Знімальна група
- Режисер — Григорій Ліпшиц
- Сценарист — Євген Помєщіков
- Оператор — Олександр Піщиков
- Композитор — Модест Табачников
- Художник — Вульф Агранов